# Saison 1946 de la NFL
Navigation
Édition précédente Édition suivante
La saison 1946 de la NFL est la 27e saison de la National Football League. Elle voit le sacre des Bears de Chicago.

## Classement général
| Conférence Est         |      |      |      |        |          |            |
| Franchise              | Vic. | Déf. | Nuls | % vic. | Pts pour | Pts contre |
| Giants de New York     | 7    | 3    | 1    | .700   | 236      | 162        |
| Eagles de Philadelphie | 6    | 5    | 0    | .545   | 231      | 220        |
| Redskins de Washington | 5    | 5    | 1    | .500   | 171      | 191        |
| Steelers de Pittsburgh | 5    | 5    | 1    | .500   | 136      | 117        |
| Yanks de Boston        | 2    | 8    | 1    | .200   | 189      | 273        |

| Conférence Ouest     |      |      |      |        |          |            |
| Franchise            | Vic. | Déf. | Nuls | % vic. | Pts pour | Pts contre |
| Bears de Chicago     | 8    | 2    | 1    | .800   | 289      | 193        |
| Rams de Los Angeles  | 6    | 4    | 1    | .600   | 277      | 257        |
| Packers de Green Bay | 6    | 5    | 0    | .545   | 148      | 158        |
| Cardinals de Chicago | 6    | 5    | 0    | .545   | 260      | 198        |
| Lions de Détroit     | 1    | 10   | 0    | .091   | 142      | 310        |

## Finale NFL
- 15 décembre 1946, à New York devant 58 346 spectateurs, Bears de Chicago 24 - Giants de New York 14